# Real Maestranza di Caltanissetta

Scudo della Real Maestranza di Caltanissetta

La Real Maestranza di Caltanissetta è una storica associazione di singole categorie di artigiani riuniti in associazione cittadina che svolge un ruolo preminente durante le feste religiose cittadine.

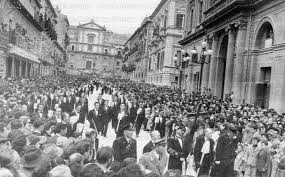
Processione della Real Maestranza del 1956

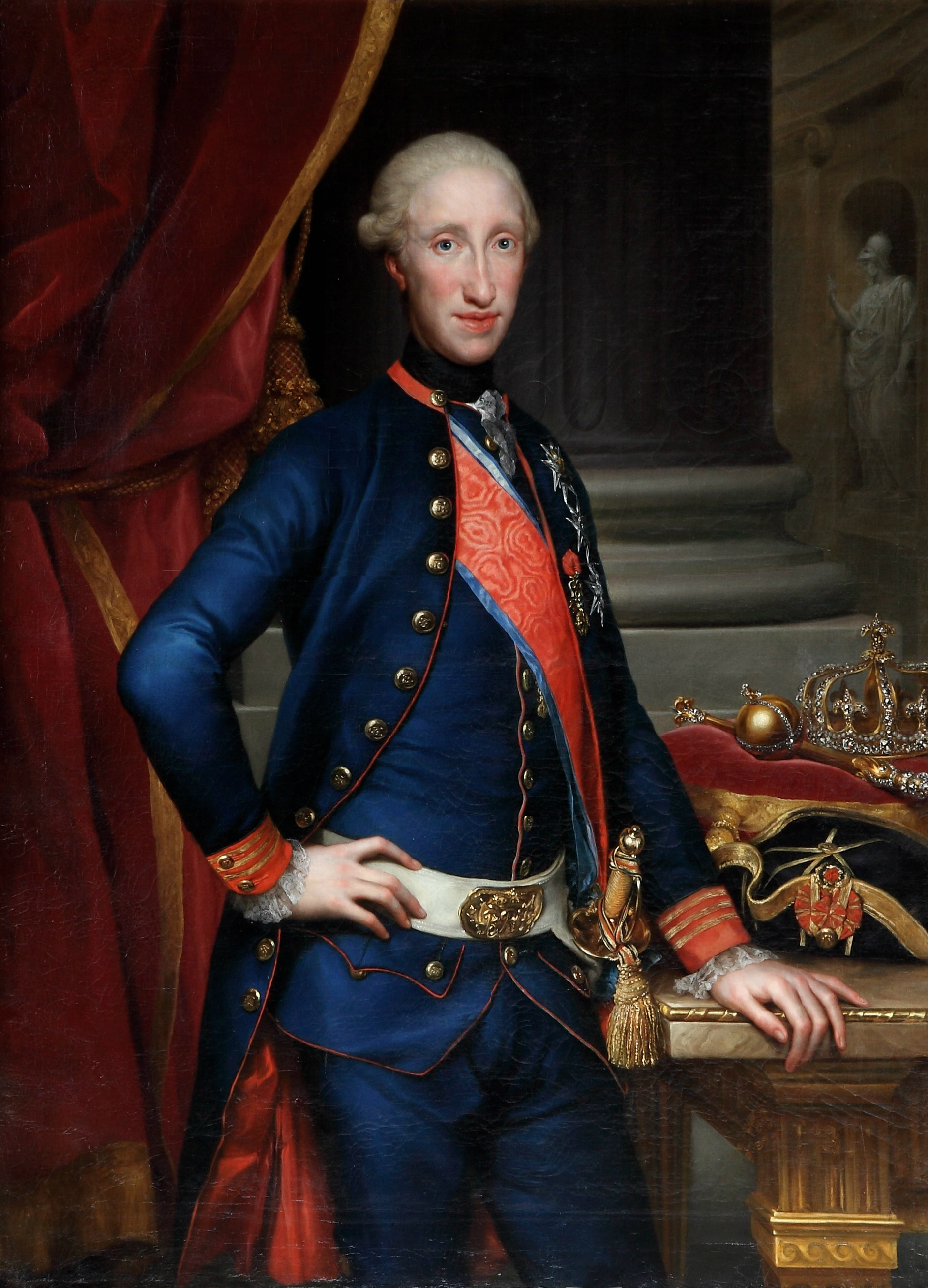
Ferdinando I di Borbone ritratto da Anton Raphael Mengs nel 1772, Palazzo reale di Madrid

## Storia

### Origini
Le origini della Real Maestranza risalgono al medioevo, quando nacque come milizia cittadina per difendere Caltanissetta in caso di invasione dei Saraceni, tuttavia essa non aveva un'organizzazione stabile e permanente.

### XVI secolo
(Archivio storico di Caltanissetta, vol. 17, c. 8 del 20 settembre 1643. Cit. da Rosanna Zaffuto Rovello)
Juan de Vega, Viceré di Sicilia per timore di un’invasione turca dell’isola, decise di istituire delle milizie urbane; per far fronte alle spese, si organizzò un esercito sempre sotto il comando spagnolo ma formato da uomini siciliani che continuavano a risiedere nella propria provincia e che provvedevano da sé alla propria armatura a seconda del censo e delle possibilità economiche.
Il capitano d’armi a comando di queste truppe era scelto direttamente dal viceré e aveva l’obbligo di fare la mustra periodicamente, cioè di passare in rassegna la milizia urbana e valutarne la preparazione.
Questo tipo di organizzazione coinvolgeva anche le città dell’entroterra nonostante la minaccia offensiva qui fosse più blanda. I primi documenti nisseni sulla milizia urbana sono del 1554.
L’armatura dei soldati di pedi doveva essere la seguente: zigagli (lance lunghe) ornati di banderuole, archibugi con quaranta palle, polvere da sparo e miccia. I cavalieri dovevano avere: corazzino, maniche e guanti di maglia di ferro, elmo.
(Le origini della Maestranza Nissena ipotesi di ricerca di Rosanna Zaffuto Rovello)
Essa era formata da artigiani (mastri, appunto), divisi in varie categorie (formate interamente dai mastri che esercitavano lo stesso mestiere), e guidata da un capitano d'armi, generalmente un nobile. L'attuale processione ebbe origine dal fatto che la mattina del mercoledì santo, a conclusione delle quaranta ore in cui il Santissimo Sacramento (il Venerabile) rimaneva esposto all'interno della chiesa madre all'adorazione dei fedeli, la Maestranza salutava, armata di archibugi e picche, l'ostensione del Venerabile, che veniva mostrato dal parroco alla folla in un ostensorio dal sagrato della chiesa madre. In quel momento la Maestranza sparava a salve con gli archibugi per rendere l'onore delle armi al Santissimo Sacramento.
La maestranza di Caltanissetta successivamente divenuta Reale, si è verosimilmente ispirata come struttura alle coeve Reali Maestranza di Cavalleria in spagnolo Maestranzas de caballería (letteralmente tradotte come "armerie di cavalleria"). Sono queste milizie costituite da nobili, al contrario della maestranza nissena, create all'inizio dell'era moderna dalla Corona spagnola, con lo scopo di dare alla nobiltà esperienza nell'equitazione e nell'uso delle armi.

### XVII secolo
Nel 1634 il viceré emanò un bando secondo il quale la milizia poteva continuare a portare le armi e le maniche di maglia di ferro, solamente nel luogo di residenza dei soldati. L’autorizzazione ad uscire armati c'era solo se schierati “sotto la bandiera”. Gradualmente, così la milizia urbana cominciò ad assumere i compiti di un picchetto d’onore più che di una forza armata a difesa della città.
Il nome di Maestranza venne attribuito in questi anni e viene dalla formazione della milizia composta dai “mastri”, cioè dai “maestri artigiani”.

### XVIII secolo
Nel 1713 vi fu l'unico combattimento in battaglia, da parte della maestranza nissena, in difesa della città. Ciò accadde perché la città di Caltanissetta si oppose al Trattato di Utrecht e rimase fedele alla corona spagnola, opponendosi così al passaggio della Sicilia da Filippo V di Spagna a Vittorio Amedeo II di Savoia. La battaglia si svolse, nei giorni successivi all'8 Luglio 1713, in città quando le milizie cittadine armate non permisero il passaggio delle truppe savoiarde dirette da Palermo a Siracusa; secondo lo storico nisseno Giovanni Mulè Bertòlo vi furono molti morti e vari saccheggi tra i nisseni.

### XIX secolo
Il titolo di Reale le fu attribuito nel 1806 da Ferdinando I, Re del Regno delle Due Sicilie che, trovatosi in visita a Caltanissetta, restò impressionato dalla grande sfilata della Maestranza con 400 armati.
Le fu anche attribuito il titolo di Fedelissima per i fatti del 1713.
Nel 1821  la milizia perse il suo carattere militare (nel 1848 sec. Rovello), infatti, la sostituzione dei fucili con i ceri era segno evidente della trasformazione in congregazione religiosa con l’abbandono delle caratteristiche prettamente politiche e militari. Questo accadde per timore che questa milizia potesse sostenere possibili rivolte anti-borboniche. Le armi furono sostituite con i ceri, ancora oggi usati nelle processioni e nelle manifestazioni religiose cittadine come la processione del Cristo Nero del Venerdì santo.

### XX e XXI secolo
Nel 2006 è stata inserita nel Registro Eredità Immateriali della Sicilia nel libro delle Celebrazioni, delle Feste e delle Pratiche Rituali.

## Identità religiosa
Il razionale e l'identità religiosa della Real Maestranza può essere riassunta, con le parole dello studioso nisseno Mangiavillano:
(Sergio Mangiavillano)
L'identità religiosa della Real Maestranza si è mantenuta nei secoli grazie al movimento cattolico, schierato a difesa del lavoro e a sostegno delle categorie più deboli e alle iniziative di solidarietà, grazie anche alle casse rurali e artigiane, capillarmente diffuse nel territorio; senza dimenticare, infine, l'azione evangelizzatrice della Chiesa locale.
Inoltre, venuta meno l'azione e il ruolo delle maestranze minerarie della città dello zolfo come anche il ruolo dei contadini, per l'impoverimento del tessuto agronomico locale, la Real Maestranza nissena, rappresentando l'intera classe artigiana cittadina, è rimasta l'unico riferimento forte dell'identità economica della città nissena.

## Categorie
| Categoria                           | Armoriale | Protettore/i              | Bandiera bianca |
| ----------------------------------- | --------- | ------------------------- | --------------- |
| Barbieri                            |           | S. Cosma e Damiano        |                 |
| Calzolai, Tappezzieri e Pellettieri |           | S. Crispino e Crispiniano |                 |
| Carpentieri e Ferraioli             |           | Madonna di Loreto         |                 |
| Fabbri e Ferrai                     |           | S. Adriano di Nicomedia   |                 |
| Falegnami ed Ebanisti               |           | S. Giuseppe               |                 |
| Idraulici e Stagnini                |           | S. Eligio                 |                 |
| Marmisti                            |           | S. Pietro                 |                 |
| Muratori                            |           | S. Vincenzo Ferreri       |                 |
| Panificatori, Pasticceri e Cuochi   |           | S. Michele Arcangelo      |                 |
| Pittori e Decoratori                |           | S. Luca                   |                 |

Categorie scomparse:
- Cretai - S.Antonio di Padova
- Elettricisti - Sacro Cuore di Gesù
- Ferrai e Stagnai - S.Eligio
- Panettieri - S. Onorato
- Pastai e Mugnai - S. Michele Arcangelo
- Sarti - S. Omobono
- Scalpellini e Marmisti - S.Pietro
- Stovigliai - S. Francesco di Paola
- Tegolai - S. Francesco d'Assisi

## Statuto

### A.I.A.N.
Il 24 ottobre del 1995 nasce Associazione Intercategoriale Artigiani Nisseni “Capitani della Reale Maestranza”, rappresenta le dieci categorie artigiane che compongono la Reale Maestranza. Ha lo scopo di proteggere, custodire e valorizzare l’immagine e la personalità di tutti i Capitani e gestire attività socio-culturali e religiose, come si evince dallo Statuto Associativo elaborato ed approvato da tutti i soci promotori e fondatori.

### Cariche pluriennali
- Console Generale è il Presidente dell’Associazione Real Maestranza ha cordone di comando bianco e rosso con pendaglio d’oro.
- Console di categoria ha il cordone di comando oro e rosso.
- Responsabile di direttivo dell’Associazione generale ha il cordone oro e azzurro.
- Gran Cerimoniere in genere il Maestro più anziano, decano di tutta la Real Maestranza ha la treccia di sei nastri d’oro.
- Maestro Cerimoniere è anch’egli veterano della Real Maestranza ma non anziano ha la treccia a tre nastri e un nodo Savoia centrale tutto in oro.
- Cerimoniere ha la treccia a due nastri e un giro di nodo in oro.
- Responsabile di corteo o Maestro di sfilata ha il collare d’argento a catena.
- ex Capitani indossano al collo una medaglietta verde simbolo della nomina a Cavaliere della Repubblica.[Vengono tutti nominati cavalieri della Repubblica?!]

### Cariche annuali
- Capitano nei primi secoli il capitano era un militare di carriera, spesso forestiero, già a metà settecento il capitano della maestranza era eletto all'interno delle corporazioni artigiane. il Capitano ebbe il privilegio della Grazia Pasquale, cioè poteva liberare dal carcere un condannato a pene minori. Ogni anno esso viene scelto - secondo un turno preciso delle dieci categorie di artigiani - tra i maestri d'arte, che godano di stima da un punto di vista professionale e umano.  Indossa un gilet e una marsina del '700, il cappello piumato (bicorno) ha preso il posto dell’elmo piumato, guanti, fascia tricolore, spadino con l’elsa dorata.
- Alabardiere è colui che porta l’alabarda ricordo dell'antico armamento della milizia, ogni categoria d’arte ne ha uno.
- Porta Bandiera Il Portabandiera è uno dei milizioti, non ha un abito particolare.
- Alfiere maggiore  è colui che porta uno stendardo con tutti i simboli delle dieci categorie. Indossa un pantalone bordato in oro sui lati, una camicia bianca con un ampio colletto arrotondato, un gilet con doppia fila di bottoni. Non indossa la giacca.
- Scudiero è colui che regge lo scudo con l'insegna della real maestranza. Lo Scudiero viene chiamato anche il “vice-Capitano”, questo perché spesso chi ricopre questa carica è eletto Capitano per l'anno in cui quella categoria sarà di turno. Ma non è una regola.
- Miliziota sono tutti gli artigiani iscritti nelle varie categorie. Sono in abito da cerimonia a indicare la solennità delle celebrazioni della Settimana Santa.

## Gemellaggi della Real maestranza
La Real Maestranza di Caltanissetta è gemellata con diverse associazioni:
Italia
- Università dei muratori (Gubbio)[16]
- Arciconfraternita del Ss.Mo Crocifisso di Sessa Aurunca (Caserta)
- Unione Maestranze di Trapani[17]
- Confraternita del Ss.Mo Crocifisso di Monreale (Palermo)
- Le 4 Confraternite di Barcellona Pozzo di Gotto (Messina)
- Arciconfraternita del Purgatorio di Pulsano (Taranto)[18]
- Arciconfraternita del Ss. Rosario di Bitonto (Bari)[19]
- Confraternita Maria Ss.Ma Addolorata (Enna)

Estero
- Semana Santa de Popayan (Colombia)
- Semana Santa de Crevillent, Alicante (Spagna)[20]
- Semana Santa de Avila (Spagna)
- Hermandad de las Aguas de Sevilla (Spagna)[13]

## Rete Europea delle Celebrazioni della Settimana Santa e della Pasqua” (RECESSAP)
La Rete Europea delle Celebrazioni della Settimana Santa e della Pasqua (RECESSAP) è una rete di collaborazione tra diverse regioni europee Spagna, Portogallo, Slovenia, Malta e Italia, fondata al fine di richiedere al Consiglio d'Europa il riconoscimento di “Itinerario culturale europeo per l’insieme delle celebrazioni e del patrimonio della Settimana Santa e della Pasqua nei territori della Rete”.
Proponendo, come obiettivo principale, la promozione e la diffusione del patrimonio culturale, materiale e immateriale, legato alle celebrazioni della Settimana Santa e Pasqua, prescindendo dalla confessione religiosa a cui appartengono, e le altre regioni interessate. Tra i principali patrocinatori dell'iniziativa vi sono: Caminos de la Pasión e la Fondazione Federico II.

## Riconoscimento UNESCO
Nel 2014 è iniziato il percorso istituzionale per ottenere il riconoscimento della Real Maestranza di Caltanissetta come patrimonio immateriale dell'UNESCO.